# Internetový portál
Internetový portál je webová stránka, která slouží k vyhledávání specifického potažmo tematického obsahu či jiných webových stránek. V 90. letech 20. století, kdy vyhledávače ještě neposkytovaly dostatečně relevantní výsledky, byly první portály nejnavštěvovanějšími webovými servery, např. Seznam.cz. Typicky obsahují katalog odkazů, firem a dalších informací a internetových služeb, tedy fungují jako vstupní stránka prohlížeče.

## Služby internetových portálů
- katalog firem či odkazů
- bezplatný e-mail
- zpravodajství – ať už seriózní či bulvární
- kurzy měn
- předpověď počasí
- televizní program
- vlastní kalendář s poznámkami a připomínkami
- internetový bazar – obecný nebo např. autobazar
- chat
- vyhledávač zboží
- tematicky laděný magazín přímo pro daný portál (volnočasové aktivity, auto/moto, dům a zahrada, pro ženy, pro muže, …)
- blogy pro významné osobnosti i obyčejné uživatele
- oficiální blog/vlog portálu
- soutěže stimulující aktivitu uživatelů, spojené s výhrou cen
- mapy
- jízdní řády
- drobnosti jako aktuální čas, datum a kdo slaví svátek, horoskopy apod.

## Historie
První internetové portály byly obecné, s tím, jak stoupala konkurence, se postupem času začaly rovněž objevovat a rozvíjet cíleněji profilované oborové portály, někdy též zvané vortály, které již neměly ambice pokrýt svým záběrem celou škálu lidských činností, ale zaměřily se jen na určitou tematickou oblast. Jejich návštěvnost je řádově nižší než u velkých portálů a rovněž nabídka služeb je chudší, ale v těch službách, na které se specializují, je odbornější a detailnější, navíc pro osoby, které daná problematika zajímá, představují oborové portály často velice cenný zdroj informací. Typickým případem jsou portály specializované na nákup zboží, nemovitostí nebo například na vyhledávání nabídek práce. Tyto oborové portály bývají často začleněny do struktury služeb výše zmiňovaných portálů - vyhledávačů.

## Vývoj internetových portálů
Vzhledem k tomu, že na internetové portály přicházejí lidé z celého světa, výše uvedené služby (až na pár výjimek) nebylo možné zobrazit relevantně pro všechny z nich. Musely tak vzniknout lokalizované verze portálů, které pak mohly nabízet místní zprávy, místní počasí, místní televizní program a kurzy místní měny a jízdní řád relativní k lokalitě uživatele.
Ze strany provozovatelů internetových portálů je patrná snaha rozšířit služby, konsolidovat všechny tyto služby do jedné stránky, aby mohly svým uživatelům nabídnout komplexní servis; stejně tak zapojit je např. formou soutěží, zpětné vazby apod. do dialogu a vytvořit u nich vztah k jejich portálu, ke kterému by se rádi vraceli, tedy mají široké uplatnění i nadále
Snaha integrovat co nejvíce služeb do jedné stránky nebývá pro provozovatele portálů jednoduchá a levná, na druhé straně získávají oddanost svých uživatelů, oblíbenost a sledovanost, jež mohou využít při pronajímání prostoru pro reklamy, a též cross-branding, kdy nějakém svém produktu mohou referovat na mnoha místech, které vzájemně je propojí odkazy, čímž u něj docílí vyšší povědomí u svých uživatelů.

## Inženýrské aspekty

### Přehled
Hlavním konceptem je nabídnout uživateli jedinou webovou stránku, která spojuje nebo agreguje obsah z řady jiných systémů nebo serverů. Aplikační server nebo architektura provádí většinu klíčových funkcí aplikace. Tento aplikační server je zase připojen k databázovým serverům a může být součástí klastrového serverového prostředí. Konfigurace vysokokapacitního portálu mohou zahrnovat strategie vyvažování zátěže. U portálů, které uživateli prezentují funkčnost aplikace, je portálový server ve skutečnosti přední částí konfigurace serveru, která zahrnuje určitou konektivitu k aplikačnímu serveru. U dřívějších webových prohlížečů, které povolují HTML frameset a prvky iframe, mohly být prezentovány různé informace, aniž by došlo k porušení zásad zabezpečení prohlížeče ze stejného zdroje (na které se spoléhalo, aby se zabránilo různým narušením zabezpečení mezi weby). Novější technologie na straně klienta spoléhají na rámce a knihovny JavaScriptu, které se spoléhají na novější webové funkce, jako jsou WebSockets a asynchronní zpětná volání pomocí XMLHttpRequests.
Server hostující portál může být pro uživatele pouze „průchozí“. Pomocí portletů může být funkčnost aplikace prezentována na libovolném počtu portálových stránek. Z velké části je tato architektura pro uživatele transparentní. V takovém návrhu mohou být důležitými problémy zabezpečení a kapacita souběžných uživatelů a návrháři zabezpečení musí zajistit, aby požadavky na aplikační server mohli generovat pouze ověření a oprávnění uživatelé. Pokud návrh a správa zabezpečení nezajistí adekvátní autentizaci a autorizaci, může portál nechtěně představovat zranitelnost vůči různým typům útoků.

## Internetové portály ve světě
- Google – nejpoužívanější internetový vyhledávač; dříve provozoval portál iGoogle (Služba ukončena k 1. listopadu 2013[1])
- Yahoo! – jeden z prvních velkých internetových portálů než jej překonal Google; koupil někdejší vyhledávač Alta Vista
- MSN
- AOL

## České portály
- Seznam.cz – spolupracuje se serverem Novinky.cz
- Centrum.cz – spolupracuje s vícero servery: Aktuálně.cz pro zpravodajství, Heureka.cz pro vyhledávání zboží, najisto.cz pro katalog firem
- Tiscali.cz – zpravodajství, magazín, emailové schránky
- Info-Praha.cz – regionální portál s katalogem firem a vyhledáváním Google
- Atlas.cz – v roce 2008 koupen Centrum.cz, který koupil též Volny.cz
- Uzdroje.cz – v 90. letech patřil mezi nejpopulárnější, nyní již neexistuje